# Praia da Luz

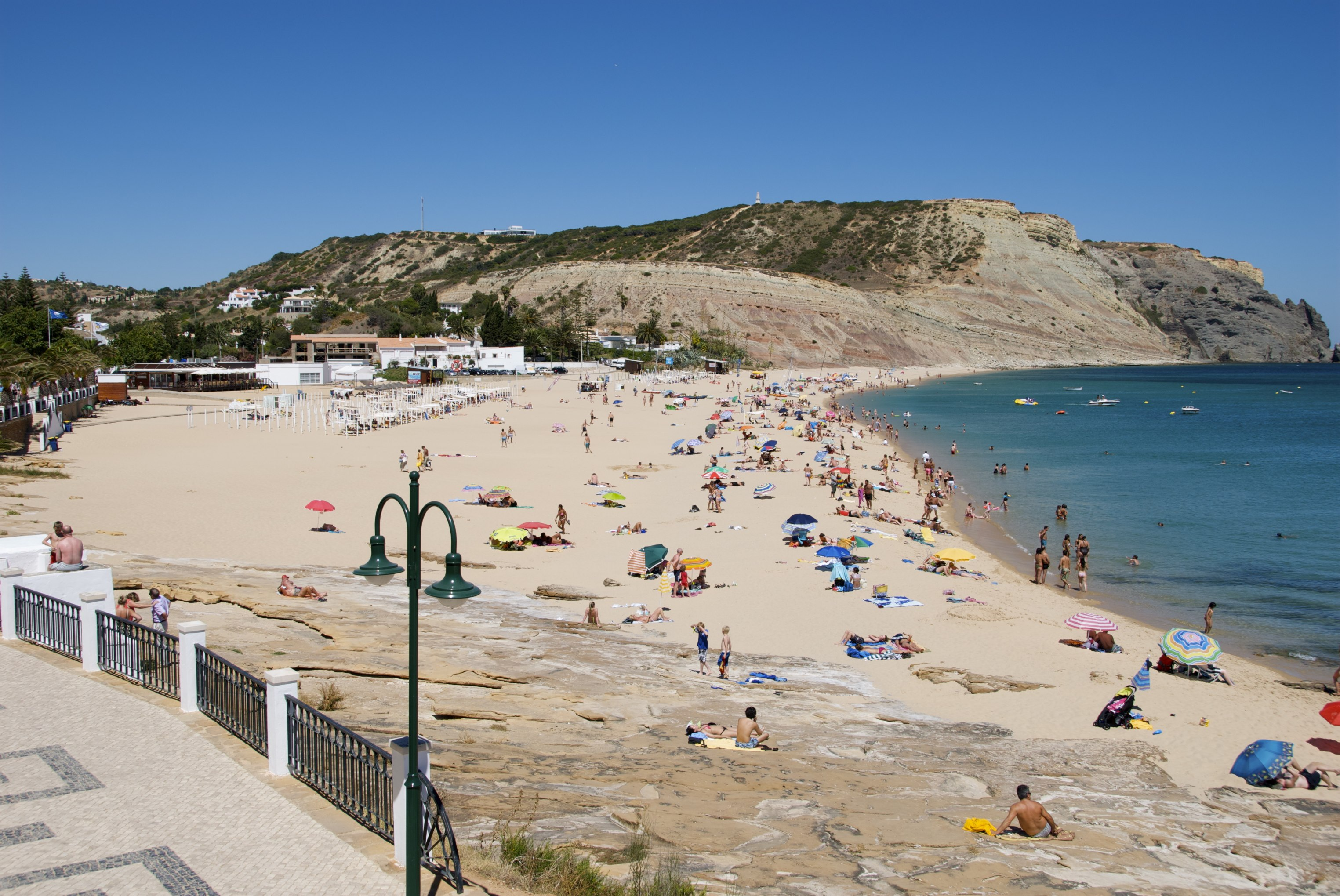
Praia da Luz

Praia da Luz, oficialment Luz, és una freguesia del municipi portuguès de Lagos, a l'Algarve. També coneguda com a Luz de Lagos o Vila da Luz (una contracció del seu antic nom oficial, Vila da Nossa Senhora da Luz), "Praia da Luz" s'utilitza tant per referir-se tant al poble urbanitzat com a la platja. La parròquia, que en origen era un petit poble de pescadors, actualment acull diversos complexos turístics. Segons el cens del 2011, Praia da Luz tenia 3545 habitants.